# Новая Покровка (Воронежская область)
Новая Покровка (другое, неофициальное название Семидубравное) — деревня в Семилукском районе Воронежской области России. Входит в состав Землянского сельского поселения.

## География
Деревня находится в северо-западной части Воронежской области, в лесостепной зоне, на правом берегу реки Потаповская, на расстоянии примерно 33 километров (по прямой) к северо-западу от города Семилуки, административного центра района. Абсолютная высота — 172 метра над уровнем моря.
Уличная сеть деревни состоит из трёх улиц.
Часовой пояс
Деревня Новая Покровка, как и вся Воронежская область, находится в часовой зоне МСК (московское время). Смещение применяемого времени относительно UTC составляет +3:00.

## История
До революции  слобода Новая Покровка входила в Бобровский уезд, Воронежская губерния.

## Население
| 2010 |
| ---- |
| 113  |

Гендерный состав
По данным Всероссийской переписи населения 2010 года в гендерной структуре населения мужчины составляли 46 %, женщины — соответственно 54 %.
Национальный состав
Согласно результатам переписи 2002 года, в национальной структуре населения русские составляли 99 %.

## Известные уроженцы, жители
- Кораблинов, Алексей Михайлович (1906 — 1985) — директор института «ОргстройНИИпроект» (1958-1985).

## Инфраструктура
Личное подсобное хозяйство с зоной сельскохозяйственного использования, индивидуальная застройка усадебного типа.
Основа экономики — сельское хозяйство.

## Транспорт
Остановка общественного транспорта «Семидубравное» в центре деревни. 